# Ensenhamen
Ensenhamen (st. prow. ensenhamen ’nauka, nauczanie’) – gatunek poematu moralizatorsko-pouczającego w literaturze prowansalskiej.
W utworach tego rodzaju trubadur zwracał się do różnych warstw społecznych (szlachcice, damy, giermkowie, żonglerzy) lub poszczególnych osób, dając im wskazówki postępowania i pouczenia moralne. Utwory takie miały zwykle prostą formę – najczęściej były to sześciozgłoskowe wiersze z rymami parzystymi. Do najstarszych zachowanych tekstów z rodzaju ensenhamen należy wiersz El cap premier… (Pierwsza głowa…) autorstwa Garina lo Brun, skierowany damy wysokiego pochodzenia.